# نرما کرین
نُرما کِـرِین (به انگلیسی: Norma Crane)‏ (۱۰ نوامبر ۱۹۲۸ – ۲۸ سپتامبر ۱۹۷۳) بازیگر اهل ایالات متحده آمریکا بود.
از فیلم‌ها یا برنامه‌های تلویزیونی‌ای که او در آن‌ها نقش داشته‌است، می‌توان به ویولن‌زن روی بام و سواری شیرین اشاره کرد.